# Salcia, Teleorman
Salcia là một xã thuộc hạt Teleorman, România. Dân số thời điểm năm 2002 là 3342 người.